# Antonio Orejuela Rivero
Antonio Orejuela Rivero (Madrid, 2 de desembre de 1960) és un exfutbolista madrileny, que jugava com a migcampista. Va ser internacional sub-21 per la selecció espanyola.

## Trajectòria
Va començar a destacar en un equip alemany, el FSV Frankfurt, a principis de la dècada dels 80. Arribaria a la primera divisió espanyola a la 83/84, de la mà de la UD Salamanca, amb qui jugaria 33 partits i marcaria 9 gols. A l'any següent fitxa pel RCD Mallorca, que estava a Segona Divisió.
Aconsegueix pujar amb el conjunt mallorquí a la màxima categoria el 1986. En els dos anys a l'illa en Primera, Orejuela seria una de les peces clau del seu equip.
L'estiu de 1988 marxa a l'Atlètic de Madrid. A l'equip matalasser va quallar dues temporades acceptables, però a partir de la temporada 90/91, les lesions l'aparten de la titularitat, i de fet, fins a la temporada 92/93, només apareixeria en 12 ocasions. En eixa època l'Atlético guanyaria dues Copes del Rei.
La temporada 93/94 recala al Rayo Vallecano, equip amb el qual torna a gaudir de minuts, i a l'any següent, retorna al RCD Mallorca. Es retiraria el 1996, després d'haver militat a l'altre equip palmesà, l'Atlètic Balears.